# Ковеленов, Юрий Петрович
Юрий Петрович Ковеленов (29 августа 1939, Остяко-Вогульск, Омская область — 25 ноября 2018, Москва) — советский и российский тележурналист, диктор Центрального телевидения Гостелерадио СССР. Известен тем, что объявлял о создании ГКЧП 19 августа 1991 года.

## Биография
Родился 21 августа 1939 года в Остяко-Вогульске.
Отец был военным, поэтому семья постоянно переезжала с места на место.
Семья была многодетной — пятеро детей. Юрий — самый старший. Родился настоящим богатырём — весом в 5 килограммов 400 граммов.
В какой-то момент семья осела в Омске, где он и вырос.
Отец умер, когда ему было 14 лет. После этого жили они трудно, Юрий подрабатывал по ночам в магазине, копал траншеи, искал с геологами нефть.
После школы поступил в автомобильно-дорожный техникум. Там начал заниматься в художественной самодеятельности, потом попал в радиотеатр. Его заметили и пригласили работать диктором Омского радио. Он вспоминал: «Я сразу же согласился, даже не спросив, какая у меня будет зарплата. Весь вечер сидел у печки и репетировал: „Говорит Омск, говорит Омск“».
На протяжении трёх лет работал диктором на радио и телевидении в Омске.
В 1962—1964 году служил в армии в противовоздушной обороне. Затем поступил на факультет журналистики. Окончив университет и высшую партийную школу, Ковеленов уехал в Ярославль, работал там по специальности. Затем по итогам конкурсного отбора прошёл на Центральное телевидение.
С 1965 года диктор жил и работал в Москве.
Вёл на Центральном телевидении программы «Время» и «Новости», помимо этого с середины 1970-х годов вёл телевизионный фестиваль «Песня года» (в 1972, 1973, 1975 годах в качестве ведущего песенных конкурсов в зале, в 1982—1983 годах вел заключительные концерты в паре с Татьяной Ромашиной и Татьяной Судец соответственно). Журналист также выступил (1973) одним из авторов программы «Утренняя почта» (изначально — «По письмам телезрителей»), которая выходила на экраны с сентября 1974 года. Кроме того, Ковеленов вёл правительственные концерты, парады и демонстрации.
В августе 1991 года во время путча Ковеленов зачитывал по телевидению постановления ГКЧП. В 1993 году он состоял в бригаде, которая дежурила во время штурма телецентра «Останкино».
В 1995 году диктор покинул Центральное телевидение. После ухода с телевидения окончил экономические курсы. Работал посредником фирм, занимающихся лесоматериалами. Кроме того, был консультантом по накопительно-страховым программам компании «Элидес». Даже придумал афоризм: «Жизнь в России — это страховой случай».
В 2016 году стал членом попечительского совета «Российского фонда милосердия и здоровья».

## Личная жизнь
Дважды был женат. Обеих жен звали Татьянами.
Первая жена — Татьяна Каюкова, училась в педагогическом институте имени Ушинского в Ярославле. Познакомил их корреспондент от Москвы на ярославском телевидении Юрий Раппопорт. Постепенно дружеские отношения переросли в любовь, и 4 августа 1965 года они поженились.
В браке (уже в Москве) родилась дочь Марина. Сейчас она живет в Италии, у нее собственная балетная школа и двое детей — одного из них зовут Микеланджело в честь итальянского дедушки, а другого — Юрий, в честь Ковеленова.
Вторая жена — Татьяна Ковеленова, в прошлом танцовщица ансамбля «Березка». На момент знакомства была замужем. Познакомились на одном из концертов, который вел Ковеленов. Он вспоминал: «Кстати, именно внешние данные позволили мне стать ведущим концертов. На одном из них я встретил свою вторую жену, и она тоже „звалась Татьяна“. Голубоглазая красавица с вьющимися волосами из ансамбля „Березка“. Как-то в шутку сказал ей: „Я на вас женюсь“. Она очень удивилась: „Вы что, смеетесь? Я замужем!“». Но все вышло так, как он говорил — они стали мужем и женой.
Во втором браке родился сын Дмитрий.
Вторая жена с сыном Дмитрием живут в Греции.

## Смерть
Скончался на 80-м году жизни в Москве 25 ноября 2018 года от болезни сердца. Прощание с Юрием Ковеленовым прошло в Москве 28 ноября в Большом траурном зале больницы Управления делами президента РФ. похоронен на Похоронен на Старо-Восточном кладбище Омска.